# 1972년 하계 올림픽 대한민국 선수단
대한민국은 1972년 8월 26일부터 9월 11일까지 서독 뮌헨에서 열린 제20회 하계 올림픽에 참가했다. 여덟 종목에 걸쳐 모두 42 선수가 참가했다. 유도에서 은메달 하나를 획득하여 종합 33위리는 부진을 면치 못했다.

## 메달 집계

### 종목별 참가 선수 및 메달 집계
| 종목   | 참가 선수 | 1 | 2 | 3 | 합계 |
| 레슬링 | 1         | 1 |   |   | 1    |

### 메달리스트
| 메달 | 이름   | 종목 | 세부 종목 | 날짜 |
| ---- | ------ | ---- | --------- | ---- |
|      | 오승립 | 유도 |           |      |

## 종목별 성적

### 레슬링
자유형
남자
| 선수 | 세부 종목 | 예선 (상대 /결과) | 16강전 (상대 /결과) | 8강전 (상대 /결과) | 준결승 (상대 /결과) | 패자부활전 1회전 (상대 /결과) | 패자부활전 2회전 (상대 /결과) | 결승 (상대 /결과) | 최종 순위 |

### 배구
남자

| 날짜 | 대한민국 | 세트 스코어 | 상대 팀 | 1세트 | 2세트 | 3세트 | 4세트 | 5세트 | 총득점 |

여자

| 날짜 | 대한민국 | 세트 스코어 | 상대 팀 | 1세트 | 2세트 | 3세트 | 4세트 | 5세트 | 총득점 |

### 복싱
| 선수 | 세부 종목 | 64강           | 32강           | 16강           | 8강            | 준결승         | 결승           | 결승 |
| 선수 | 세부 종목 | 상대 선수 결과 | 상대 선수 결과 | 상대 선수 결과 | 상대 선수 결과 | 상대 선수 결과 | 상대 선수 결과 | 순위 |

### 양궁
| 선수 | 세부 종목 | 1라운드 (점수) | 2라운드 (점수) | 합계 | 최종 순위 |

### 역도
| 선수 | 세부 종목 | 추상 | 추상 | 인상 | 인상 | 용상 | 용상 | 합계 | 합계 |
| 선수 | 세부 종목 | 기록 | 순위 | 기록 | 순위 | 기록 | 순위 | 기록 | 순위 |

## 육상
| 선수 | 세부 종목 | 예선 | 예선 | 준준결선 | 준준결선 | 준결선 | 준결선 | 결선 | 결선 |
| 선수 | 세부 종목 | 기록 | 순위 | 기록     | 순위     | 기록   | 순위   | 기록 | 순위 |